# Zagros Airlines
Zagros Airlines (persisch هواپیمایی زاگرس) ist eine iranische Fluggesellschaft mit Sitz in Abadan und Basis auf dem Flughafen Abadan.

## Flugziele
Neben Charterflügen wird neben nationalen Linienflügen international Nadschaf im Irak angeflogen.

## Flotte

### Aktuelle Flotte
Mit Stand Oktober 2023 besteht die Flotte der Zagros Airlines aus 16 Flugzeugen mit einem Durchschnittsalter von 32,2 Jahren:

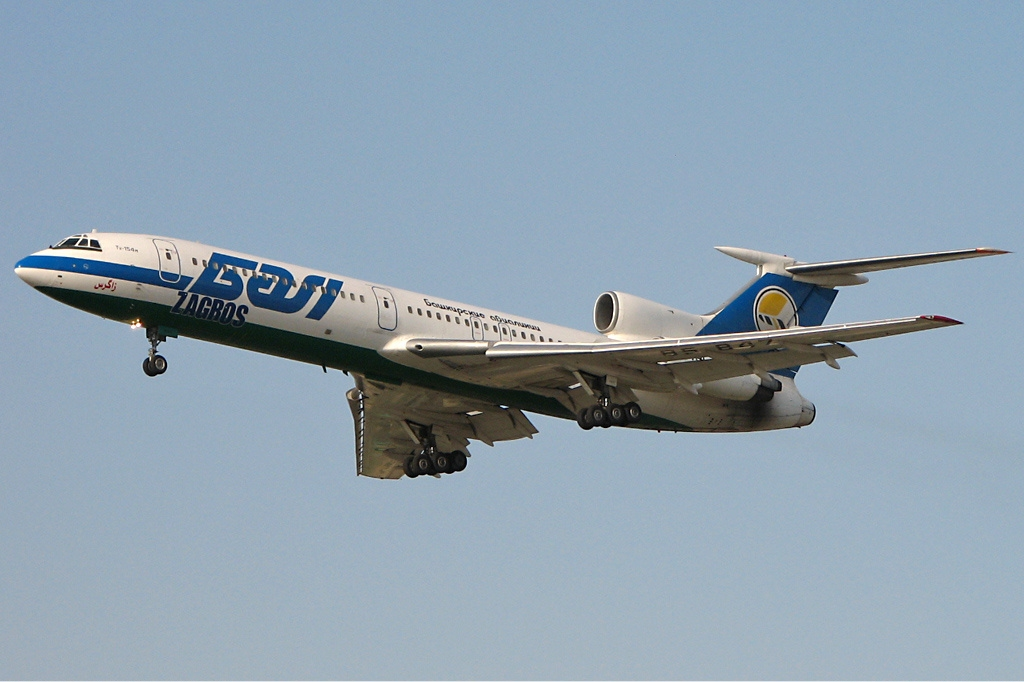
Tupolew Tu-154M der Zagros Airlines, geleast von Bashkirian Airlines

| Flugzeugtyp             | Anzahl | bestellt | Anmerkungen  | Sitzplätze |
| ----------------------- | ------ | -------- | ------------ | ---------- |
| Airbus A319-100         | 01     |          | inaktiv      | 140        |
| Airbus A320-200         | 06     |          | zwei inaktiv | 180        |
| Airbus A321-200         | 01     |          | inaktiv      |            |
| McDonnell Douglas MD-82 | 06     |          | eine inaktiv | 172        |
| McDonnell Douglas MD-83 | 03     |          | eine inaktiv | 172        |
| Gesamt                  | 16     | –        |              |            |

### Ehemalige Flugzeugtypen
- Airbus A321-200

Am 22. Juni 2017 hat Zagros Airlines eine Absichtserklärung mit Airbus zum Kauf von 20 A320 Neo und 8 A330 Neo unterzeichnet.

## Die erste iranische Pilotin
Im Juli 2019 war Zagros Airlines die erste iranische Fluggesellschaft mit einer Pilotin. Neshat Jahandari war die erste Pilotin des Landes seit der iranischen Revolution. Frau Jahandari ist aufgrund ihres Einflusses auf die weibliche Führung der Nation als nationaler Schatz bekannt. Derzeit ist sie auch die jüngste Pilotin des Landes.
Im selben Jahr im Oktober 2019, genau 3 Monate nach der Einführung von Jahandari bei Zagros Airlines, war sie Teil des ersten rein weiblichen Fluges im Iran sowie in der Region des Nahen Ostens. Dies hat sich stark auf den Ruf von Zagros Airlines in der weiblichen Führungsebene ausgewirkt.